# Биков Андрій В'ячеславович
Андрій Биков (рос. Андрей Быков; 10 лютого 1988, Москва, СРСР) — швейцарський хокеїст російського походження, син В'ячеслава Бикова, нападник, виступає за клуб «Фрібур-Готтерон» в Національній лізі А.

## Ігрова кар'єра
Биков народився в Москві, але почав грати в хокей у швейцарському місті Фрібур у клубі «Фрібур-Готтерон» за який виступав  його батько олімпійський чемпіон В'ячеслав Биков. Андрій виступав за юнацьку команду. На дорослому рівні дебютував в сезоні 2005/06 років, зіграв три матчі за «Фрібур-Готтерон» у вищому дивізіоні та п’ять матчів за команду 1.Ліги ЕХК «Дюдінген Буллз».
В сезоні 2006/07 років, нападник проводить в основному складі 30 матчів та набирає 6 очок (1 + 5). Також виступав у складі молодіжної збірної Швейцарії, провів три матчі, зробив одну результативну передачу, ще один матч в молодіжці проведе в наступному році. В сезоні 2007/08 провів 45 матчів в регулярному чемпіонаті, набрав 24 очка (5 + 19) та шість матчів в плей-оф, зробив три результативні передачі.
У серпні 2008 року Биков укладає дворічний контракт з «Фрібур-Готтерон». В сезоні 2008/09 Андрій також провів 45 матчів  в регулярному чемпіонаті, набрав 34 очка (10 +24), ставши другим бомбардиром вслід за Бенджаміном Плюссом. Навесні 2009 року в плей-оф Биков зіграв 9 матчів, набрав сім очок (1 + 6). В наступному сезоні у чемпіонаті провів 33 матчі в яких набрав 23 очка (4 + 19), найкращий результат знову показав Бенджамін Плюсс. У плей-оф 2010 року, зіграв 7 матчів, набрав сім очок (2 + 5).
В драфті юніорів КХЛ 2009 року, був обраний клубом «Динамо» (Москва) у першому турі, під 16 номером. У лютому 2011 року Биков укладає трирічний контракт з «Фрібур-Готтерон». У сезоні 2011/12, Андрій провів 36 матчів, в яких набрав 37 очок (8 + 29), плей-оф — 11матчів, 5 очок (3 + 2). Сезон 2012/13, нападник також провів на високому рівні 46 матчів в регулярному чемпіонаті та 46 очок (13 + 33) та 17 матчів і 17 очок (4 + 13) в плей-оф (став срібним призером чемпіонату Швейцарії).

## На рівні збірних
Андрій Биков виступав у складі збірної U-18 на чемпіонаті світу 2006 року та молодіжної збірної Швейцарії на чемпіонатах світу 2007 та 2008 років.
Андрій також зіграв у складі національної збірної 10 матчів, набрав три очка (1 + 2).